# Course en ligne féminine des juniors aux championnats du monde de cyclisme sur route 2016
Navigation
Ponferrada  2015 Bergen 2017
La course en ligne féminine des juniors aux championnats du monde de cyclisme sur route 2016 a lieu le 14 octobre 2016 à Doha, au Qatar. Disputée sur un parcours de 74,5 km sur l'archipel The Pearl, elle est remportée par l'Italienne Elisa Balsamo, qui devance l'Américaine Skylar Schneider et la Norvégienne Susanne Andersen.

## Parcours
La course féminine junior est disputée entièrement sur le circuit de l'archipel The Pearl. Le départ est donné en un point du circuit à 13,7 km de la ligne d'arrivée. Les coureuses effectuent ensuite quatre tours de ce circuit de 15,2 km, soit 74,5 km au total,.

## Déroulement de la course
Le début de course est secoué par une chute collective dès le premier kilomètre, puis la formation d'une échappée de 28 coureuses. Le peloton se regroupe toutefois à la fin du premier tour. Durant les tours suivants, le peloton est emmené à une vitesse élevée par les équipes allemande et américaine. L'équipe italienne prend leur place dans le dernier tour, et emmène idéalement Elisa Balsamo vers la victoire. Celle-ci a une avance suffisante pour lever les bras plusieurs mètres avant la ligne d'arrivée. L'Américaine Skylar Schneider et la Norvégienne Susanne Andersen prennent les deuxième et troisième places.

## Classement
|                           | Coureuse                 | Pays             | Temps          |
| ------------------------- | ------------------------ | ---------------- | -------------- |
| Médaille d'or, monde      | Elisa Balsamo            | Italie           | 1 h 53 min 4 s |
| Médaille d'argent, monde  | Skylar Schneider         | États-Unis       |                |
| Médaille de bronze, monde | Susanne Andersen         | Norvège          |                |
| 4                         | Karolina Perekitko       | Pologne          |                |
| 5                         | Letizia Paternoster      | Italie           |                |
| 6                         | Emma Norsgaard Jørgensen | Danemark         |                |
| 7                         | Franziska Brauße         | Allemagne        |                |
| 8                         | Sandra Alonso            | Espagne          |                |
| 9                         | Liane Lippert            | Allemagne        |                |
| 10                        | Simone Eg                | Danemark         |                |
| 11                        | Karlijn Swinkels         | Pays-Bas         |                |
| 12                        | Nikola Rózynska          | Pologne          |                |
| 13                        | Karin Penko              | Slovénie         |                |
| 14                        | Maggie Coles-Lyster      | Canada           |                |
| 15                        | Maaike Boogaard          | Pays-Bas         |                |
| 16                        | Fleur Nagengast          | Pays-Bas         |                |
| 17                        | Maja Perinovic           | Croatie          |                |
| 18                        | Léna Mettraux            | Suisse           |                |
| 19                        | Kristina Stolbova        | Russie           |                |
| 20                        | Claire Faber             | Luxembourg       |                |
| 21                        | Clara Copponi            | France           |                |
| 22                        | Ingvild Gåskjenn         | Norvège          |                |
| 23                        | Andrea Ramírez           | Mexique          |                |
| 24                        | Devaney Collier          | Canada           |                |
| 25                        | Aurela Nerlo             | Pologne          |                |
| 26                        | Typhaine Laurance        | France           |                |
| 27                        | Wiktoria Pikulik         | Pologne          |                |
| 28                        | Mikayla Harvey           | Nouvelle-Zélande |                |
| 29                        | Nina Hruzevych           | Ukraine          |                |
| 30                        | Tatiana Dueñas           | Colombie         |                |
| 31                        | Erin Attwell             | Canada           |                |
| 32                        | Julyn Aguila             | Mexique          |                |
| 33                        | Lea Lin Teutenberg       | Allemagne        |                |
| 34                        | Sara Martín              | Espagne          |                |
| 35                        | Yumena Hosoya            | Japon            |                |
| 36                        | Pauline Roy              | Suisse           |                |
| 37                        | Svenja Wüthrich          | Suisse           |                |
| 38                        | Christa Riffel           | Allemagne        |                |
| 39                        | Laurie Jussaume          | Canada           |                |
| 40                        | Chiara Consonni          | Italie           |                |
| 41                        | Hannah Steffen           | Allemagne        |                |
| 42                        | Lotte Rotman             | Belgique         |                |
| 43                        | Clara Lundmark           | Suède            |                |
| 44                        | Jaime Gunning            | Australie        |                |
| 45                        | Febe Schokkaert          | Belgique         |                |
| 46                        | Miriam Gardachal         | Espagne          |                |
| 47                        | Summer Moak              | États-Unis       |                |
| 48                        | Irina Ivanova            | Russie           |                |
| 49                        | Nicolene Marais          | Afrique du Sud   |                |
| 50                        | Juliette Labous          | France           |                |
| 51                        | Kanyarat Kesthonglang    | Thaïlande        |                |
| 52                        | Johanne Marcher          | Danemark         |                |
| 53                        | Pauline Clouard          | France           |                |
| 54                        | Megan Heath              | États-Unis       | + 12 s         |
| 55                        | Anastasiia Muzalevskaia  | Russie           | + 18 s         |
| 56                        | Lisa Morzenti            | Italie           | + 45 s         |
| 57                        | Yin Yin Li               | Hong Kong        | + 7 min 59 s   |
| 58                        | Madeleine Fasnacht       | Australie        |                |
| 59                        | Jiahuan Yang             | Chine            |                |
| 60                        | Josipa Šintic            | Croatie          |                |
| 61                        | Arianna Pruisscher       | Pays-Bas         | + 10 min 2 s   |
| 62                        | Karina Kasenova          | Russie           |                |
| 63                        | Katja Kerpan             | Slovénie         |                |
| 64                        | Hajdi Zajc               | Slovénie         |                |
| 65                        | Hannah Arensman          | États-Unis       |                |
| 66                        | Yin Zhang                | Chine            |                |
| 67                        | Adela Safarova           | Tchéquie         |                |
| 68                        | Martina Fidanza          | Italie           |                |
| 69                        | Cinthya Covarrubias      | Mexique          |                |
| 70                        | Misuzu Shimoyama         | Japon            |                |
| 71                        | Chaniporn Batriya        | Thaïlande        |                |
| 72                        | Maialen Aramendia        | Espagne          |                |
| 73                        | Hoi Wah Leung            | Hong Kong        |                |
| 74                        | Madeleine Park           | Nouvelle-Zélande |                |
| DNF                       | Chloe Moran              | Australie        |                |
| DNF                       | Maeva Paret Peintre      | France           |                |
| DNF                       | Nicole Steigenga         | Pays-Bas         |                |
| DNF                       | Lynette Benson           | Afrique du Sud   |                |
| DNF                       | Yue Chang                | Chine            |                |
| DNF                       | Ana Marina Herros        | Mexique          |                |
| DNS                       | Anne-Sophie Harsch       | Luxembourg       |                |